# Blow Your Face Out
Blow Your Face Out è l'ottavo album dei The J. Geils Band, uscito nel 1976.

## Tracce
1. Southside Shuffle – 4:16
2. Back to Get Ya – 4:38
3. Shoot Your Shot (Junior Walker, James Graves, Lawrence Horn) – 3:56
4. Must Have Got Lost – 6:34
5. Where Did Our Love Go (Edward Holland Jr., Lamont Dozier, Brian Holland) – 4:00
6. Truck Drivin' Man (Terry Fell) – 1:52
7. Love-Itis (Harvey Scales, Albert Vance) – 4:05
8. Intro: (Lookin' for a Love) (James Alexander, Zelda Samuels) – 2:06
9. (Ain't Nothin' But A) Houseparty (Del Sharh, Zelda Thomas) – 5:04
10. So Sharp (Arlester Christian) – 2:38
11. Detroit Breakdown – 6:25
12. Chimes – 8:56
13. Sno-Cone (Albert Collins) – 3:04
14. Wait – 3:44
15. Raise Your Hand (Eddie Floyd) – 4:08
16. Start All Over Again – 2:21
17. Give It to Me – 6:52